# Liphanthus incasicus
Liphanthus incasicus är en biart som beskrevs av Tapia och Ruz 2003. Liphanthus incasicus ingår i släktet Liphanthus och familjen grävbin. Inga underarter finns listade i Catalogue of Life.